# Tribunal international des crimes (Bangladesh)
Le Tribunal international des crimes du Bangladesh (TIC du Bangladesh) est un tribunal pour crimes de guerre au Bangladesh créé en 2009 pour enquêter et poursuivre les suspects du génocide commis en 1971 par l'armée pakistanaise et leurs collaborateurs locaux, Razakars, Al-Badr et Al-Shams, pendant la guerre de libération du Bangladesh. Lors des élections générales de 2008, la Ligue Awami (AL) s'est engagée à juger les criminels de guerre. Le gouvernement a mis en place le tribunal après que la Ligue Awami eut remporté les élections générales en décembre 2008 avec une majorité de plus des deux tiers au parlement.  Le tribunal est une juridiction nationale chargé de poursuivre les auteurs de crimes internationaux commis lors de la guerre d'indépendance.
Mohammed Nizamul Huq Nassim a présidé le groupe de trois juges qui a officié au Tribunal pénal international du Bangladesh jusqu'à sa démission le 11 décembre 2013,.

## Exécutions
- Salahuddin Quader Chowdhury est exécuté le 22 novembre 2015.  Il avait été condamné à mort par le tribunal le 1er octobre 2013 pour crimes de guerre et génocide.  La Cour Suprême avait confirmé sa condamnation le 18 novembre 2015[3].